# Médias à Limoges
Les médias à Limoges désignent tout moyen de distribution, de diffusion ou de communication, d’œuvres, de documents, ou de messages sonores ou audiovisuels concernant la ville de Limoges.

## Presse écrite
Le journal Le Populaire du Centre, détenu par le groupe Centre France, gérant également La Montagne, est diffusé sur la totalité du département de la Haute-Vienne, ainsi que sur les communes limitrophes des départements voisins.
Le Popu, comme il est surnommé dans la région, est le premier quotidien du département en termes de diffusion.
Depuis son passage en format tabloïd, en janvier 2008, le journal est décliné en deux éditions (Limoges et Haute-Vienne), au grand dam de certains lecteurs.

## Radio
Le tableau ci-dessous présente les radios de la bande FM qui peuvent être captées à Limoges :
| Nom de la radio          | Diffuseur      | Lieu d'émission                                | Catégorie      | Puissance |
| ------------------------ | -------------- | ---------------------------------------------- | -------------- | --------- |
| Radio Espérance          | TDF            | La Croix de l'Arbre, Le Vigen                  | A              | 2 kW      |
| Beaub'FM                 | Auto-diffusion | 4 allée Fabre d'Eglantine, Beaubreuil, Limoges | A              | 2 kW      |
| France Culture           | TDF            | La Forêt, Les Cars                             | Radio publique | 100 kW    |
| Flash FM                 | TDF            | La Croix de l'Arbre, Le Vigen                  | B              | 1 kW      |
| Sud Radio                | Towercast      | Château d'eau des Chevailles, Boisseuil        | E              | 1 kW      |
| Beur FM                  | Prochainement  | Prochainement                                  | D              | 1 kW      |
| Radio FG                 | Prochainement  | Prochainement                                  | D              | 1 kW      |
| France Bleu Périgord     | TDF            | La Forêt, Les Cars                             | Radio publique | 100 kW    |
| Fun Radio                | TDF            | Le Bas Fauré, Tour DVRN, Le Vigen              | D              | 2,2 kW    |
| Magic programme Alouette | TDF            | Rue de Fougeras, Limoges                       | B              | 1 kW      |
| France Inter             | TDF            | La Forêt, Les Cars                             | Radio publique | 100 kW    |
| Emergence FM             | Auto-diffusion | 18 rue Olivier de Serres, Limoges              | A              | 1 kW      |
| BFM Business             | TDF            | La Croix de l'Arbre, Le Vigen                  | D              | 2 kW      |
| Radio Trouble Fête       | Auto-diffusion | 18, rue Olivier de Serres, Limoges             | A              | 1 kW      |
| Radio Classique          | TDF            | Le Bas Fauré, Tour DVRN, Le Vigen              | D              | 2 kW      |
| Skyrock                  | Towercast      | Château d'eau des Chevailles, Boisseuil        | D              | 2 kW      |
| France Musique           | TDF            | La Forêt, Les Cars                             | Radio publique | 100 kW    |
| Rire et Chansons         | Towercast      | Château d'eau des Chevailles, Boisseuil        | D              | 2 kW      |
| NRJ Limoges              | Towercast      | Château d'eau des Chevailles, Boisseuil        | C              | 2 kW      |
| RCF Email Limousin       | TDF            | Le Bas Fauré, Tour DVRN, Le Vigen              | A              | 2 kW      |
| Nostalgie                | Towercast      | Château d'eau des Chevailles, Boisseuil        | D              | 2 kW      |
| Virgin Radio Limousin    | TDF            | Le Bas Fauré, Tour DVRN, Le Vigen              | C              | 2,2 kW    |
| Swing FM                 | Auto-diffusion | Les Bessières, rue Yves Montand, Boisseuil     | A              | 2 kW      |
| RTL2                     | TDF            | Le Bas Fauré, Tour DVRN, Le Vigen              | D              | 2,2 kW    |
| RFM                      | TDF            | Le Bas Fauré, Tour DVRN, Le Vigen              | D              | 2,2 kW    |
| Chérie FM Limoges        | Towercast      | Château d'eau des Chevailles, Boisseuil        | C              | 2 kW      |
| Latina                   | Towercast      | Château d'eau des Chevailles, Boisseuil        | D              | 500 W     |
| France Bleu Limousin     | TDF            | La Forêt, Les Cars                             | Radio publique | 100 kW    |
| RTL                      | TDF            | Le Bas Fauré, Tour DVRN, Le Vigen              | E              | 2,2 kW    |
| Europe 1                 | TDF            | Le Bas Fauré, Tour DVRN, Le Vigen              | E              | 2,2 kW    |
| RMC                      | TDF            | La Croix de l'Arbre, Le Vigen                  | E              | 2 kW      |
| France Info              | Towercast      | Château d'eau des Chevailles, Boisseuil        | Radio publique | 2 kW      |
| MFM Radio                | Towercast      | Château d'eau des Chevailles, Boisseuil        | D              | 2 kW      |
| Forum                    | Towercast      | Château d'eau des Chevailles, Boisseuil        | B              | 2 kW      |
| Radio Nova               | Towercast      | Château d'eau des Chevailles, Boisseuil        | D              | 2 kW      |
| Mouv'                    | Towercast      | Château d'eau des Chevailles, Boisseuil        | Radio publique | 2 kW      |

## Télévision
La chaîne France 3 Limousin est la déclinaison régionale de la chaîne publique France 3 recevable à Limoges grâce aux émetteurs TNT de la Forêt aux Cars (le principal émetteur de télévision du Limousin), de la cité Henri Lafarge, du Mas Bourianne à Couzeix et des Vignes à Panazol. Ses locaux sont situés 1 avenue Guglielmo Marconi au nord de Limoges.
Limoges avait une chaîne locale privée, Télim TV, apparue sur les écrans limougeauds le 18 juillet 2012. Cette chaîne a cessé ses programmes le 25 novembre 2016 à la suite d'une liquidation judiciaire prononcée par le Tribunal de Commerce de Limoges la veille. Elle était endettée de 820 000 €uros car elle n'arrivait pas à vendre des espaces publicitaires pour redresser ses finances.